# گابریت
گابریت (به انگلیسی: Gabbriette؛ زاده‌شده به نام گابریلا لی بکتل در ۲۸ ژوئیهٔ ۱۹۹۷) مدل و موسیقی‌دان آمریکایی می‌باشد. وی قبل از به رسمیت شناخته شدن به‌عنوان مدل به‌عنوان خواننده و ترانه‌پرداز اصلی گروهٔ موسیقی پانک راک نستی چری به شهرت دست یافت.